# Nacionalno prvenstvo ZDA 1960
Nacionalno prvenstvo ZDA 1960 v tenisu.

## Moški posamično
Neale Fraser :  Rod Laver  6-4 6-4 9-7

## Ženske posamično
Darlene Hard :  Maria Bueno  6-4, 10-12, 6-4

## Moške dvojice
Neale Fraser /  Roy Emerson :  Rod Laver /  Bob Mark 9–7, 6–, 6–4, 13–11

## Ženske dvojice
Maria Bueno /  Darlene Hard :  Ann Haydon Jones /  Deidre Catt 6–1, 6–1

## Mešane dvojice
Margaret Osborne /   Neale Fraser :  Maria Bueno /  Antonio Palafox 6–3, 6–2